# Vena socken
Vena socken i Småland ingick i Sevede härad (före 1886 även delar i Aspelands härad), en del uppgick 1929 i Hultsfreds köping och hela området ingår sedan 1971 i Hultsfreds kommun i Kalmar län, från 2016 inom Vena och Hultsfreds distrikt.
Socknens areal är 247,01 kvadratkilometer, varav land 245,54 (med köpingsarean). År 2000 fanns här 1 287 invånare. Tätorten och kyrkbyn Vena med sockenkyrkan Vena kyrka ligger i socknen. 

## Administrativ historik
Vena socken har medeltida ursprung.
Den västligare delen av socknen, Vena skate som omfattade byarna Dal, Faggemåla, Hulingsryd, Hultåsa, Hällefors, Järnemåla, Järnudda, Kalvkätte, Kloster och Lidhult, hörde administrativt till Aspelands härad. Dal, Faggemåla, Hällefors, Järnemåla och Lidhult, överfördes 1718/18 till Lönneberga socken, medan de övriga byarna i Vena skate 4 3/8 mantal förenades med den övriga socknen 1885.
Vid kommunreformen 1862 övergick socknens ansvar för de kyrkliga frågorna till Vena församling och för de borgerliga frågorna till Vena landskommun. Hultsfreds köping utbröts ur landskommunen 1927. Landskommunen uppgick sedan 1971 i Hultsfreds kommun. Hultsfreds församling utbröts ut församlingen 1955.
1 januari 2016 inrättades distrikten Vena och Hultsfred, med samma omfattning som motsvarande församlingar hade 1999/2000 och fick 1955, och vari detta sockenområde ingår.
Socknen har tillhört samma fögderier och domsagor som Sevede härad. De indelta soldaterna tillhörde Smålands husarregemente, Södra Vedbo skvadron, Överstelöjtnantens kompani och Kalmar regemente, Liv-, Sevedes och Aspelands kompanier.

## Geografi
Vena socken ligger sydost om Vimmerby, kring Hulingen. Socknen består av en central dalbygd och däromkring en kuperad och mossrik skogsbygd. Hulingen delas med Målilla socken. Andra betydande insjöar är Nerbjärken, Ver och Gnötteln.
En sätesgård var Vederhults säteri.
I kyrkbyn Vena fanns det förr ett gästgiveri.
Byn Alsarp ligger inom socknen.

## Fornlämningar
Kända från socknen är en hällkista och flera boplatser från stenåldern, flera gravrösen från bronsåldern och stensättningar, några små gravfält och en fornborg från järnåldern.

## Befolkningsutveckling
Befolkningen ökade med ett par variationer från 2 284 1810 till 4 833 1920 innan Hultsfreds köping bröts ut 1927. 1930 uppgick folkmängden till 3 149 invånare. Därefter minskade folkmängden stadigt till 1 414 invånare 1990.

## Namnet
Namnet (1337 Hwena) kommer från kyrkbyn. Namnet baseras på ven, 'sank äng'.